# Drávacsepely, Baranya
Drávacsepely este un sat în districtul Siklós, județul Baranya, Ungaria, având o populație de 216 locuitori (2011). 

## Demografie
Componența etnică a satului Drávacsepely
     Maghiari (92,82%)
     Romi (7,18%)
Componența confesională a satului Drávacsepely
     Romano-catolici (37,04%)
     Fără religie (25,93%)
     Reformați (17,13%)
     Necunoscută (19,91%)
Conform recensământului din 2011, satul Drávacsepely avea 216 locuitori. Din punct de vedere etnic, majoritatea locuitorilor (92,82%) erau maghiari, cu o minoritate de romi (7,18%). Nu există o religie majoritară, locuitorii fiind romano-catolici (37,04%), persoane fără religie (25,93%) și reformați (17,13%). Pentru 19,91% din locuitori nu este cunoscută apartenența confesională.